# شاتو

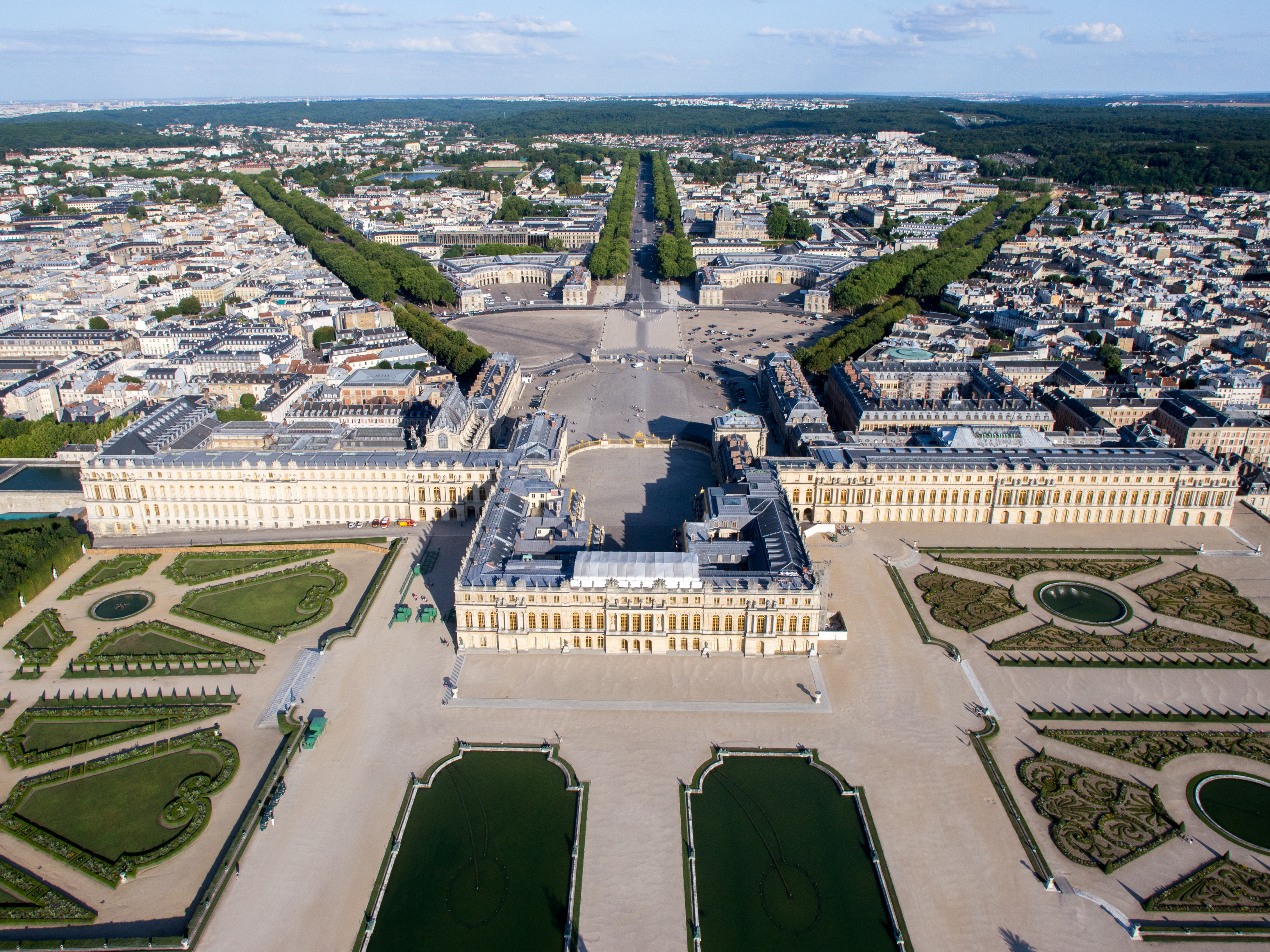
شاتو فرساي.

قصر (بالفرنسية: Château)‏  هو اسم لقصور تشبه القلاع خاصة في الأراضي الناطقة بالفرنسية يسكنها النبلاء والأرستقراطيين. تحتوي بعض الشاتو على تحصينات دفاعية وبعضها لا يحتوي على هذا النوع من التحصينات.